# TV SLO 3
TV SLO 3 (или TV Slovenija 3) е трети обществен телевизионен канал на Словения, притежаван от държавната Радио и телевизия на Словения. Стартира през март 2008 г. Той е посветен на предавания на живо от словенския парламент и парламентарните комисии, а също така излъчва документални филми, интервюта и новини.

## Логотипи
- 2008 – 2012 г.
- от 2012 г.